# Douze études d'exécution transcendante
Les Études d'exécution transcendante, S. 139, sont un recueil de pièces pour piano composées par Franz Liszt. Elles font partie, avec la Sonate en si mineur, des œuvres majeures pour piano seul du compositeur hongrois, et des œuvres les plus difficiles jamais écrites pour cet instrument. Redoutées des pianistes jusque dans les plus grands concours internationaux pour leurs multiples difficultés techniques (Liszt ayant été —  notamment avec Chopin — un des plus grands pianistes virtuoses de son temps), elles font aujourd'hui partie des œuvres incontournables du répertoire des pianistes modernes. Elles servent (avec les Études de Chopin) de base à la technique pianistique et préfigurent pour certaines d'entre elles déjà l’impressionnisme musical.

## Présentation générale du cycle

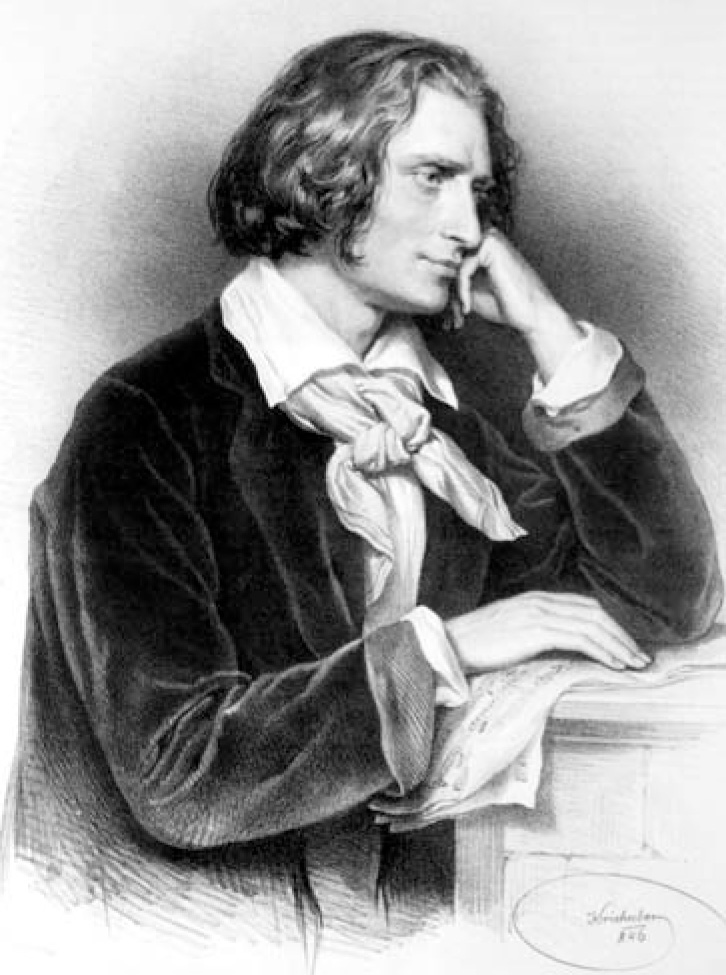
Franz Liszt en 1846

Les études forment un cycle de douze pièces dont la composition a commencé en 1826 et s'est achevée en 1852. Dans leur version définitive, les études couplées selon une relation majeur-mineur suivent un plan tonal logique par quartes. Étant donné qu'elle ne sont que douze, elles ne parcourent évidemment pas toutes les tonalités majeures et mineures (qui sont au nombre de vingt-quatre) mais commencent en do majeur avec Preludio et s'achèvent en si bémol mineur avec Chasse-neige.

La première version des études a été publiée en 1826 sous le titre Étude en douze exercices alors que Liszt était âgé de quinze ans. En 1839, une deuxième version, Douze Grandes Études, fut publiée simultanément à Paris, Milan et Vienne. La troisième version, version finale qui est aussi la plus souvent jouée et enregistrée, fut publiée en 1852  chez Breitkopf & Härtel en deux cahiers de sept et cinq études. Elles sont  dédicacées 
Les études, en particulier dans leur deuxième version, sont parmi les œuvres les plus difficiles jamais écrites pour le piano. Robert Schumann disait lui-même qu'elles n'étaient jouables (à l'époque) que par « tout au plus dix ou douze pianistes dans le monde ». Liszt prit conscience que sa technique pianistique virtuose, qui influença la composition de ces études, était pratiquement insurpassable. En conséquence, la version finale des études, même si elle est plus abordable, pose des difficultés techniques et physiques extrêmes à l'interprète. Les cinquième et douzième études par exemple, Feux-follets et Chasse neige, sont d'une difficulté redoutable. Mis à part les deuxième et dixième, les études portent toutes des titres inspirés d'œuvres littéraires et poétiques ou y font fortement référence.
Les Douze études d'exécution transcendante ont eu une grande influence sur la musique pour piano qui a suivi et celles de Claude Debussy, Serge Rachmaninov, Béla Bartók et György Ligeti, entre autres, en portent clairement l'empreinte.

## Les études en détail

### Première étude:Preludio
La première étude, en do majeur, extrêmement brève (elle s'étend sur deux pages seulement et ne dure pas plus d'une minute) et qui parcourt tout le clavier, joue un rôle d'entrée en matière, un « avant-goût » des onze qui suivent. Cette étude sollicite essentiellement la main droite, où les doubles notes parsèment une montée pour les cinq doigts. Les grappes de notes en accord plaqués apparaissent laissant place à des arpèges entrecoupés d'accords à la main gauche.

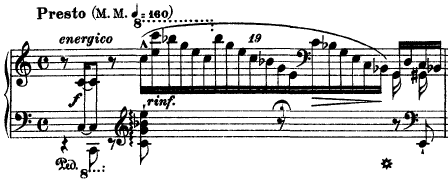
Premières mesures de Preludio.

### Deuxième étude (Molto Vivace)
La deuxième étude (à l'origine sans titre mais parfois intitulée « Fusées »), en la mineur et qui dure plus de deux minutes, présente un aspect accidenté et utilise essentiellement les mouvements en octaves. La majeure partie de cette étude se fait en une alternance main droite main gauche, entrecoupée de saut de plus de deux octaves à la main droite dans un mouvement rapide. La main est tantôt ramassée, tantôt déployée ce qui fait de cette étude un exercice redoutable tant pour la précision que pour les réflexes.

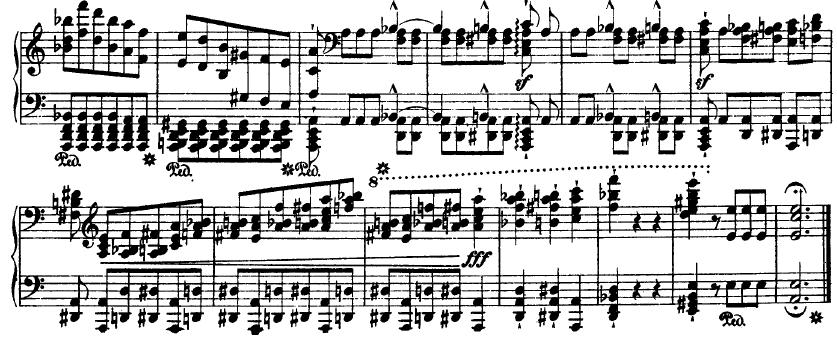
Les Douze études d’exécution transcendante requièrent toute l'agilité et la dextérité d'un pianiste virtuose, comme dans la deuxième étude, « Fusées »

### Troisième étude:Paysage
La troisième étude, en fa majeur et qui est jouée en environ quatre minutes, est avant tout une étude pour le phrasé des accords et du chant présente une difficulté majeure dans la longueur des phrases et la maitrise du legato omniprésent. Cette étude descriptive suggère une idée d'apaisement et de repos, brièvement troublés, avant un retour au thème initial.
Le titre de cette étude est emprunté aux Odes et Ballades de Victor Hugo.

### Quatrième étude:Mazeppa
La quatrième étude du recueil, en ré mineur, est l'une de ses pièces maîtresses et l'une des plus connues. Sa durée varie entre huit et neuf minutes. Après une introduction en accords brisés, puis en gammes mineures aux deux mains, le thème en octaves apparaît, qui mêle de nombreuses difficultés : déplacements aux deux mains à la fois, enchaînement rapides de tierces mineures, majeures et de quartes pour chacune des mains, chromatismes. Ces difficultés en font l'une des Études les plus impressionnantes à écouter et voir jouer d'autant plus que Liszt précise qu'il est contraire à son intention de modifier les doigtés proposés.
Liszt a dédié cette étude à son ami Victor Hugo et s'inspire librement de son poème Mazeppa tiré des Orientales qui raconte la chevauchée du héros en Ukraine, attaché sur sa monture. Le ton de la pièce est particulièrement héroïque et après un récitatif désespéré, elle s'achève sur des accords tonitruants annonçant la chute et la résurrection du cavalier : « Il tombe  , Et se relève Roi ! ».
Liszt a également composé un poème symphonique homonyme et, lui aussi, de grande virtuosité.

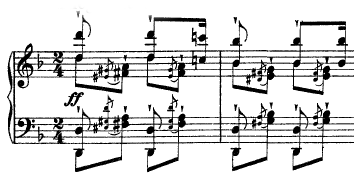
Extrait de lAllegro deciso de Mazeppa.

### Cinquième étude:Feux follets
La cinquième étude, en si bémol majeur avec une durée qui varie entre quatre et cinq minutes, met d'abord l'accent sur la virtuosité de la main droite en chromatismes et en quartes, doublées de déplacements à la main gauche. Elle est souvent jouée en bis et fait partie des pièces les plus connues du recueil. Elle contraste étonnamment avec la précédente et évoque le feu follet, cette lueur que l'on peut parfois apercevoir autour des marais et dans les cimetières.
Cette étude se rattache au Faust de Goethe. Hector Berlioz fait d'ailleurs référence aux Irrlichter dans sa correspondance avec le compositeur hongrois, à la suite d'une représentation sensationnelle de sa Damnation de Faust.

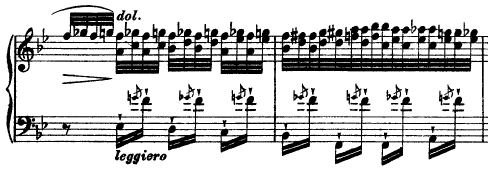
Les déplacements de la main droite et de la main gauche sont extrêmement rapides et difficiles dans la cinquième étude du recueil, « Feux follets »

### Sixième étude:Vision
La sixième étude, en sol mineur et qui est d'une durée généralement supérieure à six minutes, est caractérisée par une atmosphère sombre devenant lumineuse au fil du morceau. Ses difficultés notables sont les arpèges à la main droite puis aux deux mains ainsi que les trémolos.
Le titre de cette étude est emprunté aux Odes et Ballades de Victor Hugo.

### Septième étude:Eroica
Comme son nom le suggère, la septième étude, en mi bémol majeur et jouable en près de cinq minutes, démarre dans une tonalité et un style plutôt emphatique, chers à Ludwig van Beethoven. S'ensuit un thème syncopé en octaves, simple et rappelant une marche de Gioachino Rossini, qui s'étoffe progressivement pour devenir héroïque. L'étude s'achève sur une difficulté de taille : des arpèges en octaves aux deux mains, ponctués d'accords dans le registre aigu.

### Huitième étude:Wilde Jagd
La huitième étude du recueil, en do mineur qui dure généralement un peu plus de cinq minutes, est également l'une des plus connues. Écrite en forme sonate, elle est caractérisée par un thème d'entrée extrêmement agressif et rythmé, puis décliné dans de nouvelles tonalités imitant parfois les cors, au moyen de déplacements extrêmement rapides en accords marquant la transposition. Une variation du thème suit, marquée par des déplacements à la main gauche et exigeant une grande précision de la main droite, puis un nouveau travail en accords successifs aux deux mains alternées. Cette « Chasse sauvage » constitue une des études les plus romantiques du recueil et se caractérise par un travail contrapuntique et de modulation particulièrement poussé.
Le titre et l'esprit de cette étude proviennent de la légende allemande Wütendes Heer (« Armée furieuse ») que les Frères Grimm font dériver de Wotan's Heer (« Armée d'Odin »).

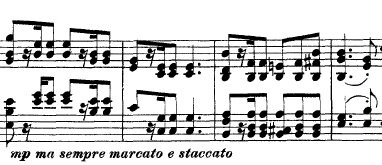
Thème principal de « Wilde Jagd »

### Neuvième étude:Ricordanza
La neuvième étude, en la bémol majeur et la plus longue du recueil (onze minutes environ), s'inscrit dans un esprit similaire à celui de Paysage, quoique nettement plus développée et dans une atmosphère plus mélancolique ; sa difficulté consiste plus en un travail sur les ornements et la sonorité, qu'en une réelle épreuve technique.

### Dixième étude (Allegro Agitato)
Avec la dixième étude (parfois surnommée « Appassionata »), en fa mineur, Liszt a composé l'une de ses études les plus complexes et riches, aussi bien techniquement que musicalement. Cette étude demande tout à la fois synchronisation parfaite des deux mains, maîtrise des déplacements extrêmement rapides en octaves à la main droite, virtuosité extrême de la main gauche en arpèges montants et descendants, puis en accords. Son thème initial haletant n'est pas sans rappeler celui de l'Étude en fa mineur op. 10 no 9 de Frédéric Chopin.

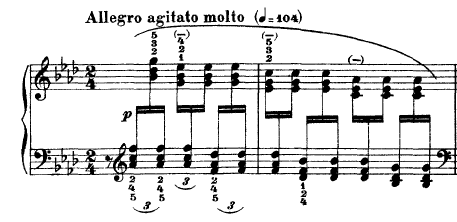
Les deux premières mesures de la dixième étude.

### Onzième étude:Harmonies du soir
Contrairement à ce que son titre laisse supposer, la onzième étude, en ré bémol majeur et d'une durée de près de neuf minutes, ne se résume pas à ses premières pages, qui constituent une forme d'introduction dans une atmosphère extrêmement songeuse et introspective, en accords, puis accords brisés ; le thème initial est réexposé une dernière fois, toujours dans des tonalités majeures, à un tempo plus lent, avant son explosion réelle, en accords de quatre notes très rapidement enchaînés à la main droite, successivement modulés. Après un passage mêlant déplacements et travail sur les accords répétés, le morceau revient à son calme initial.
Harmonies du soir est également le titre d'un poème du recueil Les Fleurs du mal de Charles Baudelaire qui aurait pu être à l'origine de la composition de Liszt. Un doute existe à ce sujet puisque, bien que le poète eût rencontré le compositeur (Baudelaire écrivit ensuite Le Thyrse, un poème en prose en son honneur), la date de publication de l'étude est de cinq années antérieure à celle des poèmes, même si dix-huit d'entre eux se trouvaient déjà dans la Revue des Deux Mondes du 1er juin 1855.

### Douzième étude:Chasse-Neige
La dernière étude, en si bémol mineur et d'une longueur de six minutes, fait référence à un vent sec des montagnes suisses. Concrètement, cette étude est à mettre aux côtés de Mazeppa et de Feux follets, qu'elle égale en difficulté, bien qu'elle ne donne pas une aussi forte impression de violence et de virtuosité. La musique, très descriptive, dissimule habilement l'indéniable agilité qu'elle requiert sous une apparence bucolique et romantique. Le thème principal, sous-tendu par une multitude de trémolos en oscillation constante et formant une vibration qui ne cesse jamais tout au long de la pièce, enfle progressivement, au prix de déplacements de plus en plus ardus aux deux mains ; dans une deuxième partie, marquée par une réexposition du thème principal rendu extrêmement dissonant par des gammes chromatiques simultanées à la main gauche, puis aux deux mains à la fois, l'étude s'anime pour parvenir à un point culminant extrêmement spectaculaire avec des déplacements simultanés en octaves aux deux mains, puis de nouveau des chromatismes, avant de revenir à un certain apaisement.

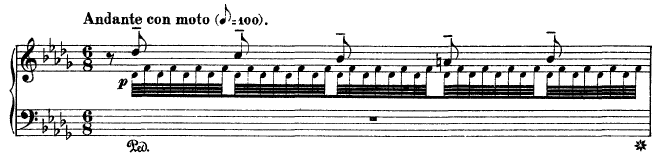
Première mesure de « Chasse-Neige »

Le cycle se clôt ainsi sur un ton plutôt sombre et pessimiste qui souligne combien le style de Liszt ne peut pas seulement être assimilé à la virtuosité mais constitue véritablement un acte de foi artistique qui dépasse cet aspect superficiel qu'on attache encore trop souvent à la musique du compositeur hongrois.

## Discographie
- Liszt - 12 Études d'exécution transcendante par György Cziffra, EMI, 1957-1958
- Russian Piano School: Lazar Berman, Vol. 8 par Lazar Berman, Melodiya, 1959
- Liszt: 12 Études d'exécution transcendante par Claudio Arrau, Philips, 1974-76
- Liszt - 12 Études d'exécution transcendante par Jorge Bolet, Ensayo, 1970 et Decca, 1985
- Liszt - Transcendental Studies, The Complete Music for Solo Piano - 4 par Leslie Howard, Hyperion, 1989
- Liszt - 12 Études d'exécution transcendante par Claire-Marie Le Guay, Accord, 1994
- 12 Études d'exécution transcendante par Boris Berezovski, Teldec, 1996
- Franz Liszt: 12 Etudes d'execution Transcendante par Yukio Yokoyama, SONY, 1998
- Sviatoslav Richter joue Franz Liszt, choix d'études par Sviatoslav Richter, Palexa, 2005
- Études d'exécution transcendante par Bertrand Chamayou, Sony, 2006
- Études d'exécution transcendante par François-René Duchâble, EMI, 2006
- Liszt - Intégrale de l'œuvre pour piano (vol. 2) par Jenő Jandó, Naxos, 2006
- Liszt - 12 Études d'exécution transcendante par Alice Sara Ott, Deutsche Grammophon, 2009
- Liszt - L'œuvre pour Piano - 12 Etudes d'exécution transcendante, S.139 (CD 9) par France Clidat - Universal, Nov 2010.
- Liszt - Etudes d'exécution transcendante par Vladimir Ovchinnikov (en), EMI 2011 (réédition de l'enregistrement de 1989)
- Franz Liszt: 12 Études d'exécution transcendante par Mélodie Zhao, Claves Records, 2011
- Transcendance - Etudes d'exécution transcendante et Mephisto-Waltz No. 1 (arrangement Busoni/Horowitz) par Jean Muller, 2014
- Trancendantal : Daniil Trifonov plays Liszt - par Daniil Trifonov, Deutsche Grammophon, 2016

## Éditions
- 12 Études op. 1 (1re version), Editio Musica Budapest, 1952
- Études d'exécution transcendante in Etüden I, Editio Musica Budapest, 1970
- Études d'exécution transcendante, G. Henle Verlag, 2004
- Études d'exécution transcendante, Wiener Urtext Edition, 2005

## Sources
- Mária Eckhardt, Préface à l'édition G. Henle Verlag des Études d'exécution transcendante, 2004 [lire en ligne]
- François-René Tranchefort (dir.), Guide de la musique de piano et de clavecin, Paris, Fayard, coll. « Les indispensables de la musique », 1987, 870 p. (ISBN 978-2213016399, BNF 34978617)